# Bitka na Grahovu (1836)
Bitka na Grahovu, koja se dogodila 1836. godine je prethodila mnogo čuvenijoj Bitki na Grahovcu. Ona je bila mnogo manjih razmjera i jačine u odnosu na boj koji se desio 22 godine kasnije. Ostala je upamćena po pogibiji devet Petrovića među kojima je bio i rođeni brat vladike Rada, Joko, kao i brat knjaza Danila, Stevan Petrović.

## Pozadina
Mladi vladar Crne Gore,vladika Rade,po dolasku na vlast htio je da ojača sve veze sa Grahovom. Turci i Crnogorci su znali da onaj koji drži Grahovo ima ulaz u Hercegovinu. Hercegovački veziri su sve pretnje i pretenzije prema Grahovu uzimali ozbiljno,jer gubitkom njega gube i ključeve Hercegovine. Sa druge strane u Grahovu su se okupljali hajduci, koji su pravili ozbiljne probleme Turcima. 
Grahovski knez Jakov Daković je odlučio priključiti Grahovsko polje Crnoj Gori 1834. godine. To polje su nastanjivali samo hrišćani i uvek su naginjali Crnoj Gori. Ali-paša Stočević, hercegovački vezir je preko pretnji i mita, uzaludno pokušao to stopirati i zbog toga je podigao veliku vojsku na Grahovo 1836. godine. 

## Bitka
U nameri da obuzda pretenzije Crnogoraca, Ali-paša Stočević je okupio značajnu vojsku i pomognut konjicom Smail-age Čengića kreće zaposjedati Grahovo krajem jula 1836. Vladika Rade izdaje naređenje odredu od 300 ljudi, pod komandom njegovog brata Joka Tomova da krenu ka Grahovu. Vladika je po Crnoj Gori počeo da prikuplja vojsku koju bih poslao put Grahova, međutim odred bez glavnine vladikine vojske napada Turke u rejonu Čelinskog potoka, gdje doživljavaju poraz. Tom prilikom je poginulo 50 Katunjana i 20 Grahovljana među kojima i devetorica Petrovića.

## Posledice
Ovaj poraz je teško doživljen u Crnoj Gori, a pogotovo ga je teško podnio vladika Rade. U njemu se odmah počela razvijati želja za osvetom, i kovanjem plana kako da se osveti krvniku Smail-agi. Septembra 1840, Novica Cerović, Šujo Karadžić i Mirko Aleksić po naređenju iz Cetinja organizuju ubistvo i ubijaju Smail-agu, čiju glavu nose vladici. 22 godine kasnije u čuvenoj bitki na Grahovcu crnogorska vojska je potukla do nogu Turke, oslobodila Grahovo i otvorila put ka nezavisnosti.